# مرد حادثه‌آفرین (فرنچایز)
مرد حادثه‌آفرین (به انگلیسی: Accident Man)، یک فرنچایز چندرسانه‌ای در ژانر اکشن جنایی دلهره‌آور و کمدی است که اقتباسی از کمیک استریپ است که بر اساس شخصیت‌هایی ساخته‌شده توسط پت میلز و تونی اسکینر توسط اسکات ادکینز نوشته و ساخته‌شده ‌است.
اسکات ادکینز در این مجموعه‌فیلم در نقش یک آدمکش سرسخت به نام (مایک فالون) ظاهر شده‌ که باعث می‌شود هدف‌هایش مانند حوادث یا خودکشی به نظر برسند. او در یک باند از آدمکش‌ها است که هرکدام سبک خود را دارند.
قسمت نخست این مجموعه در سال (۲۰۱۸) با عنوان مرد حادثه‌آفرین به کارگردانی جسی وی. جانسون اکران شد. دنباله‌ آن با عنوان مرد حادثه‌آفرین: تعطیلات آدم‌کش به کارگردانی برادران کیربی در سال (۲۰۲۲) اکران شد.
قسمت اول فیلم با واکنش  منتقدان و استقبال بالای تماشاگران همراه با ستایش بازیگران و سکانس‌های اکشن دریافت کرد؛ اما در قسمت بعدی نقدهای عموماً منفی دریافت کرد.

## فیلم ‌ها
- مرد حادثه‌آفرین به کارگردانی جسی وی. جانسون محصول سال ۲۰۱۸
- مرد حادثه‌آفرین: تعطیلات آدم‌کش به کارگردانی جورج و هری کیربی محصول سال ۲۰۲۲

## تولید
این فیلم با مدیریت لینک اینترتینمت (Link Entertainment) و سیکس دمون فیلمز (Six Demon Films) وارد مرحله تولید شد. اسکات ادکینز تهیه کننده، نگارش فیلمنامه و بازیگری در این اقتباس کمیک استریپ بود. در نوامبر ۲۰۱۶، در لندن تولید شد.
در مارس ۲۰۱۹، جانسون تأیید کرد که سونی ساخت فیلم مرد حادثه‌آفرین ۲ را تایید کرده و اسمالز در حال نوشتن فیلمنامه‌ای است.
فیلمبرداری قسمت دوم نیز در نوامبر ۲۰۲۱ در مالت آغاز شد.